# Pär Johansson (tonsättare)
Pär Johansson, född 8 maj 1972 i Södertälje, är en svensk tonsättare.

## Biografi
Johansson har studerat elektroakustisk musik vid Elektronmusikstudion (EMS) i Stockholm 1995-1997 för Anders Blomqvist, Lars-Gunnar Bodin, Andreas Hedman, Jens Hedman, Erik Mikael Karlsson och Peter Lundén.
Johansson har även studerat biblioteks- och informationsvetenskap vid Uppsala Universitet samt datavetenskap och akustik vid Kungliga Tekniska Högskolan i Stockholm. Han har undervisat i ljudsyntes och akustik på Elektronmusikstudion EMS och arbetar sedan 2009 som bibliotekarie på Musik- och teaterbiblioteket i Stockholm.
Johansson komponerar uteslutande elektroakustisk musik. En stor inspirationskälla är H. P. Lovecrafts författarskap.

## Verk i urval
- 2013 – Paranormal Archaeology
- 2008-2012 – Öarna
- 2007 – Dead but dreaming I & II
- 2006 – Lidandets lustgård
- 2001/2006 – Nyarlathotep
- 2003 – Showdown
- 2002-2003 – Tombeau de Lovecraft: The Outsider (2003), The Colour out of Space (2002), At the Mountains of Madness (2002)
- 2000 – Det tomma palatset

## Diskografi
- 2006 – The Empty Palace. Elektron Records EM1011.